# Due West
Due West és una població dels Estats Units a l'estat de Carolina del Sud. Segons el cens del 2000 tenia 1.209 habitants.

## Demografia
Segons el cens del 2000, Due West tenia 1.209 habitants, 307 habitatges i 194 famílies. La densitat de població era de 284,6 habitants/km².
Dels 307 habitatges en un 20,2% hi vivien nens de menys de 18 anys, en un 45,9% hi vivien parelles casades, en un 13,7% dones solteres, i en un 36,8% no eren unitats familiars. En el 32,2% dels habitatges hi vivien persones soles el 14,7% de les quals corresponia a persones de 65 anys o més que vivien soles. El nombre mitjà de persones vivint en cada habitatge era de 2,21 i el nombre mitjà de persones que vivien en cada família era de 2,76.
Per edats la població es repartia de la següent manera: un 11,3% tenia menys de 18 anys, un 40,7% entre 18 i 24, un 14,5% entre 25 i 44, un 14,7% de 45 a 60 i un 18,8% 65 anys o més.
L'edat mediana era de 24 anys. Per cada 100 dones de 18 o més anys hi havia 72,6 homes.
La renda mediana per habitatge era de 39.375 $ i la renda mediana per família de 53.000 $. Els homes tenien una renda mediana de 35.917 $ mentre que les dones 27.000 $. La renda per capita de la població era de 22.758 $. Entorn del 9,5% de les famílies i el 13,5% de la població estaven per davall del llindar de pobresa.

## Poblacions més properes
El següent diagrama mostra les poblacions més properes.